# Bukovité
Bukovité (Fagaceae) je čeleď vyšších dvouděložných rostlin z řádu bukotvaré (Fagales). Jsou to stromy nebo řidčeji keře se střídavými jednoduchými listy. Květy jsou nenápadné, opylované větrem. Plodem je oříšek nebo nažka, plody jsou podepřeny nebo obaleny číškou. Bukovité jsou rozšířeny především v severním mírném pásu, kde často tvoří podstatnou složku lesní vegetace. V České republice se přirozeně vyskytuje 9 druhů, mezi nejběžnější patří buk lesní (Fagus sylvatica), dub letní (Quercus robur) a dub zimní (Quercus petraea).
Využití bukovitých je široké. Ceněné a hojně používané je dřevo dubu a buku. Některé druhy poskytují jedlá semena, nejrozšířenější jsou jedlé kaštany z kaštanovníku setého (Castanea sativa). Mnohé druhy a jejich kultivary jsou používány jako okrasné dřeviny.

## Popis

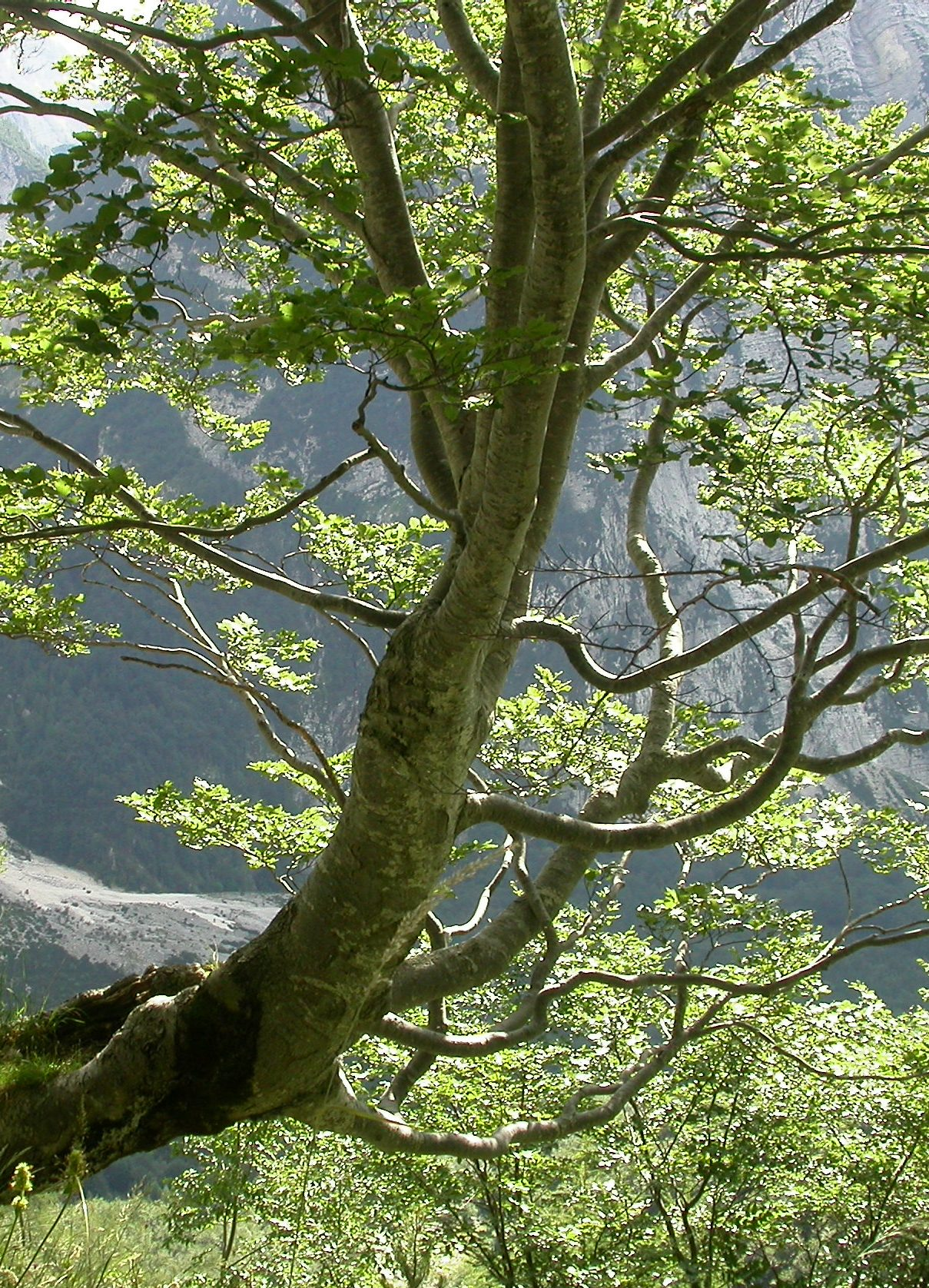
Buk lesní (Fagus sylvatica)

Bukovité jsou opadavé nebo stálezelené keře a stromy s jednoduchými střídavými listy. Zimní pupeny jsou přisedlé, kryté několika až mnoha šupinami. Palisty jsou přítomny, nejčastěji opadavé. Čepel listů je celistvá nebo laločnatá, na okraji celokrajná, pilovitá nebo zubatá, se zpeřenou žilnatinou. Rostliny jsou obvykle jednodomé, řidčeji dvoudomé. Květy jsou jednopohlavné, nenápadné, pravidelné, v úžlabních nebo koncových klasech, jehnědách nebo hlávkovitých svazečcích, případně jsou květy jednotlivé. Okvětí je redukované, nerozlišené, volné nebo částečně srostlé, obvykle v počtu 6 plátků. Samčí květy obsahují 4 až mnoho volných tyčinek. Samičí květy jsou podepřeny číškou. Semeník samičích květů je spodní, srostlý nejčastěji ze 3 (nebo až 12) plodolistů. Komůrky jsou zpočátku oddělené, později se spojují v jedinou. Čnělky jsou volné. V každém plodolistu jsou 2 vajíčka, všechna s výjimkou jediného ale abortují. Květy jsou obvykle bez nektárií. Plodem je kulovitý oříšek anebo trojboká nažka. Plody jsou podepřeny nebo obklopeny ostnitou nebo šupinatou číškou. Semena jsou bez endospermu.
Nenápadné květy dubu a buku jsou větrosprašné. Květy kaštanovníku (Castanea) a Castanopsis jsou vonné a opylovány mouchami, brouky a včelami. Plody jsou šířeny ptáky a savci, především hlodavci.
Čeleď zahrnuje asi 670 druhů v 7 rodech. Největším rodem je dub (Quercus, asi 400 druhů), litokarpus (Lithocarpus, 120 druhů) a kaštanovec (Castanopsis, 110 druhů).

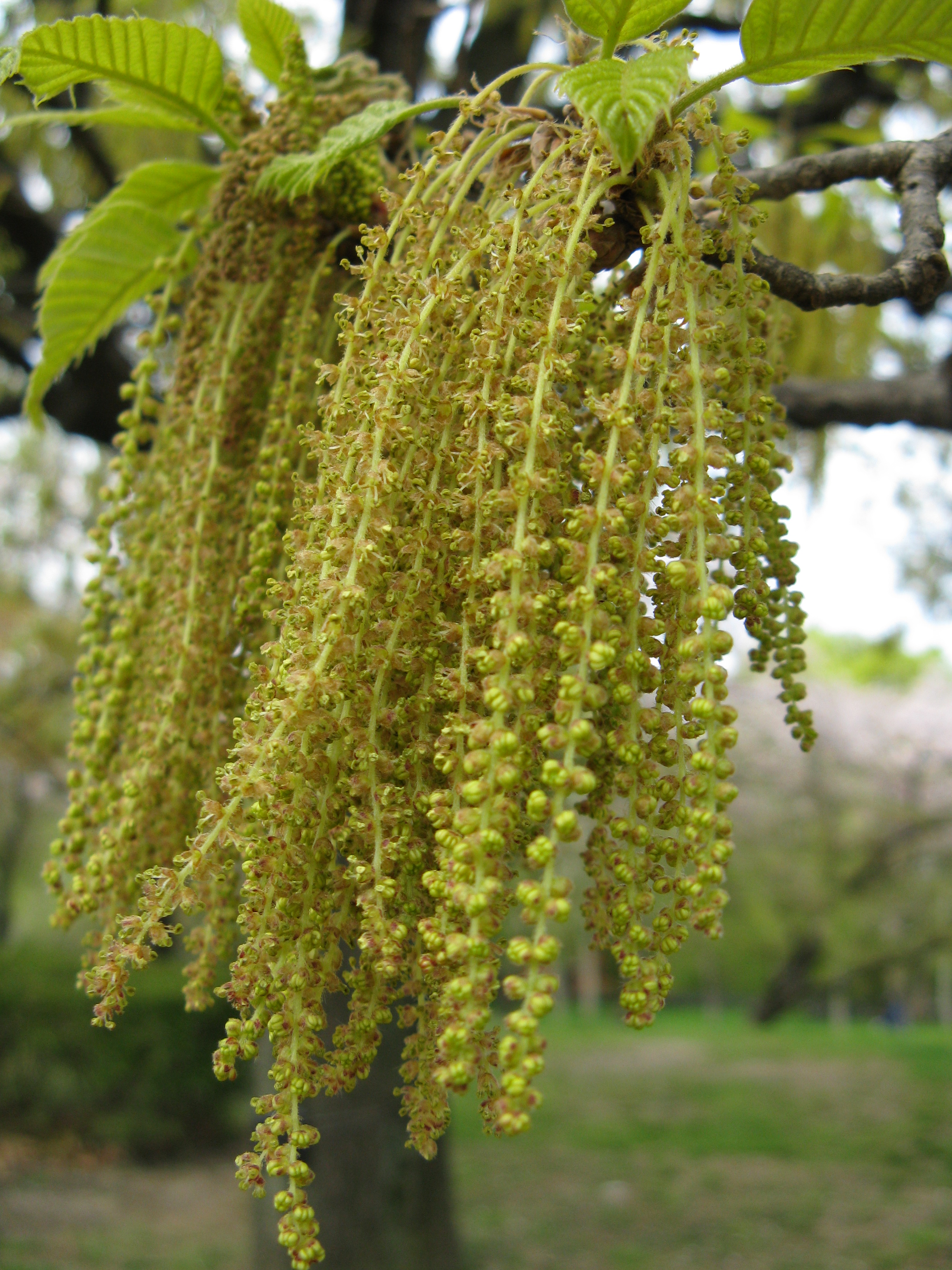
Samčí květenství dubu Quercus acutissima
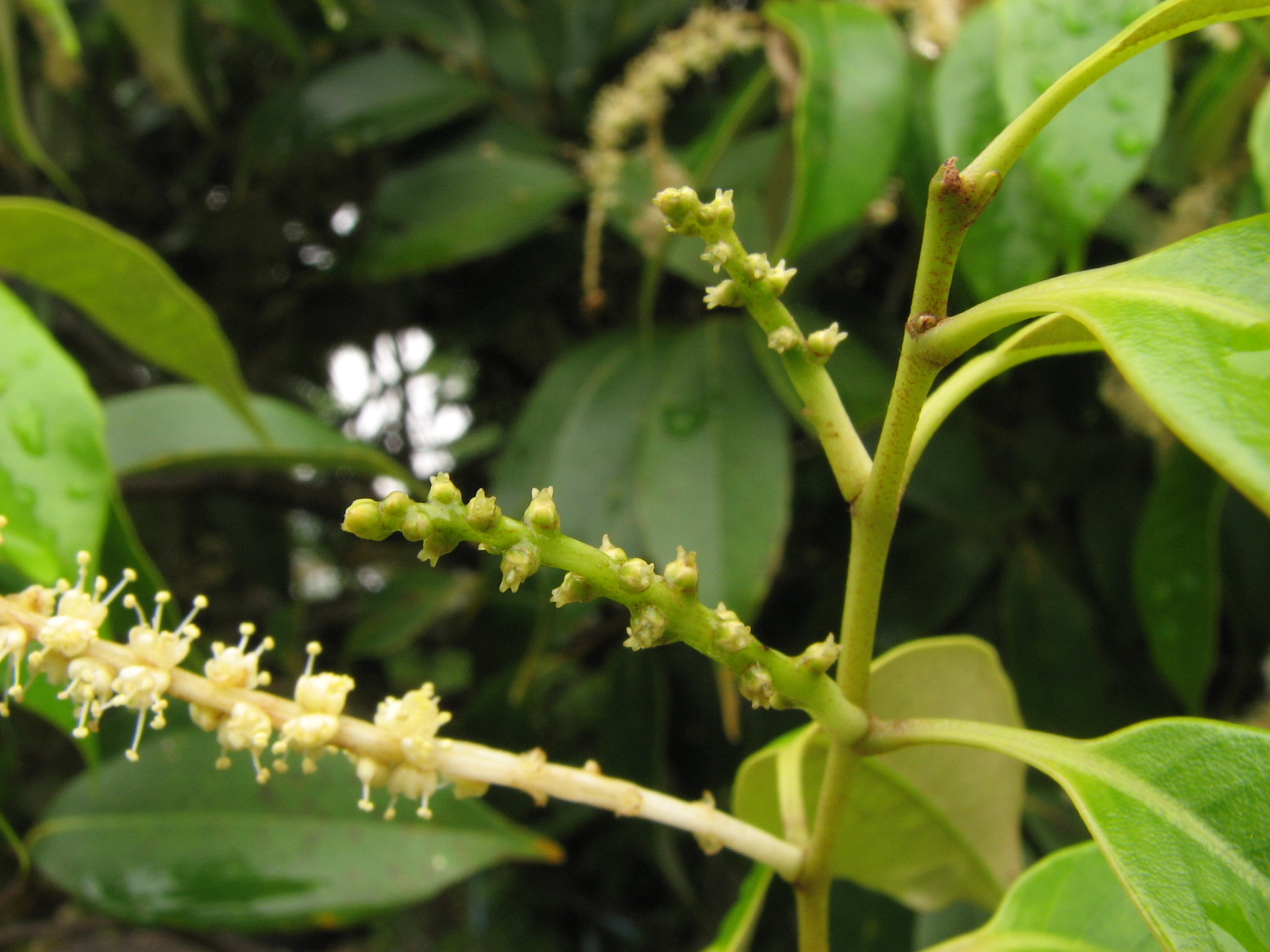
Samičí květy Castanopsis sieboldii
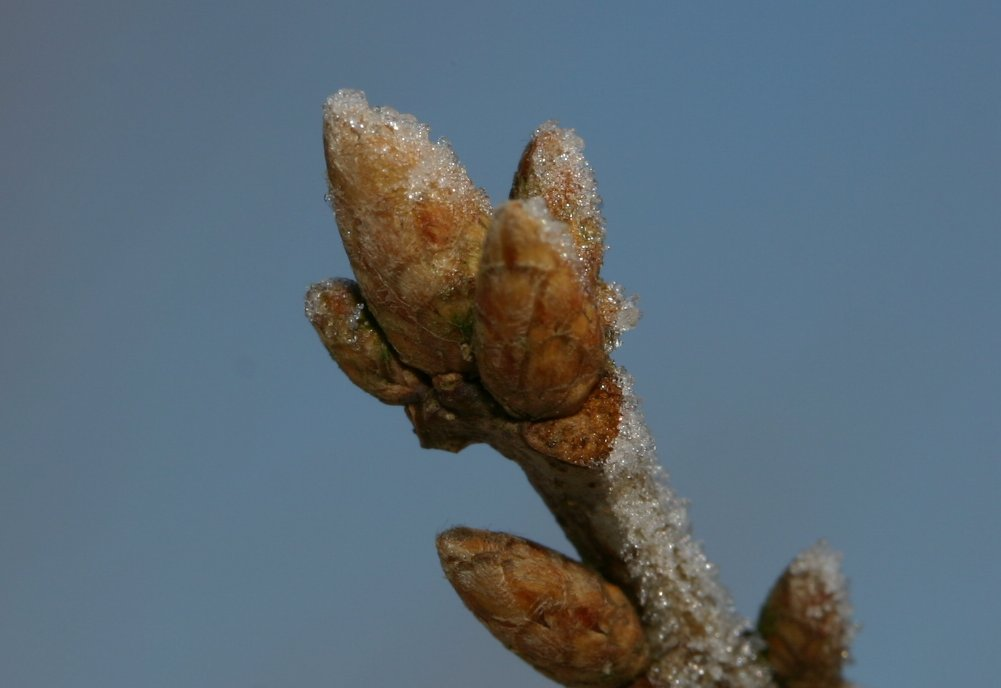
Pupeny dubu zimního (Quercus petraea)
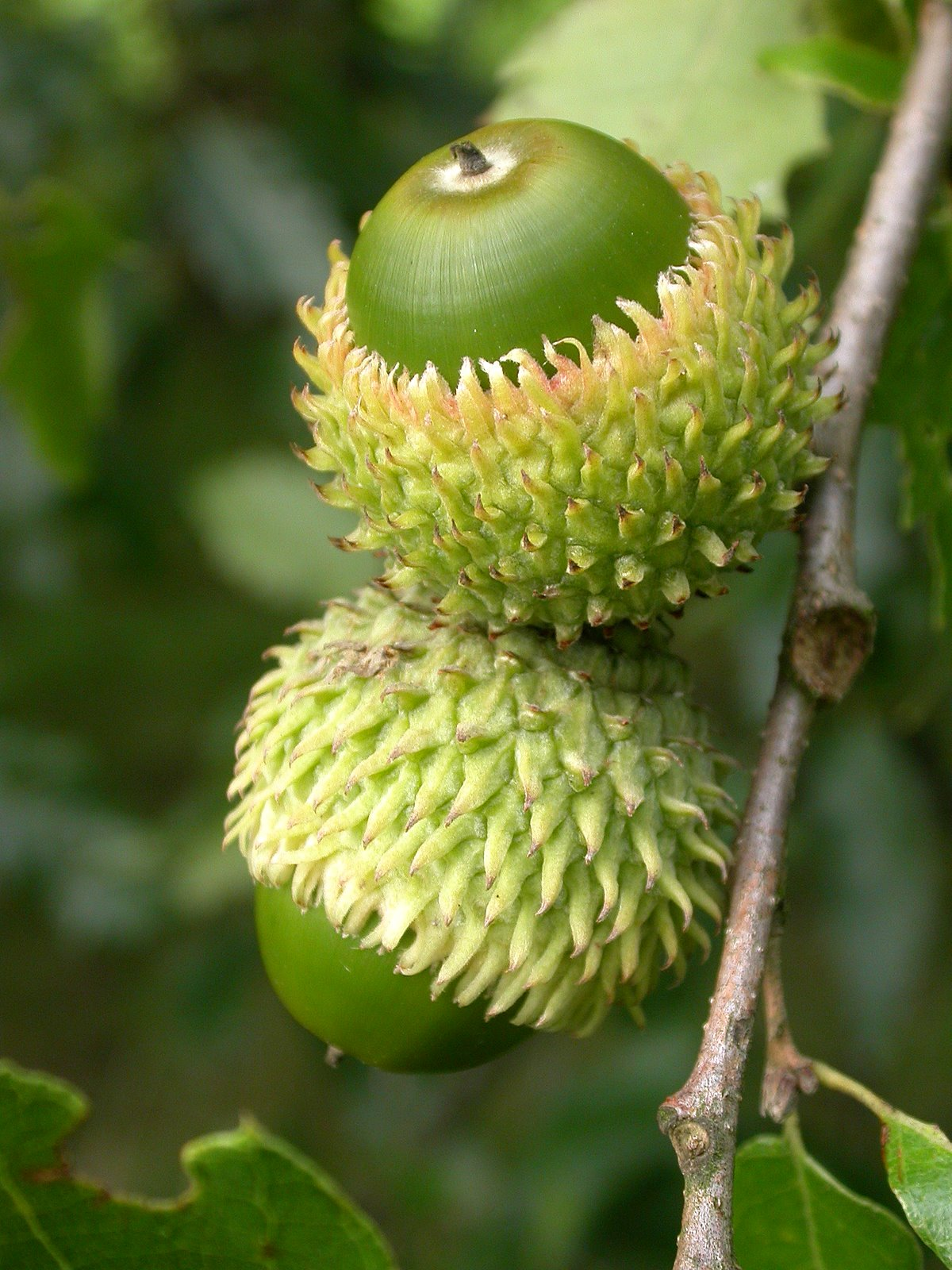
Žaludy dubu libanonského (Quercus libani)

## Taxonomie
Podle kladogramů APG je čeleď bukovité jednou z bazálních čeledí řádu bukotvaré (Fagales). Bazálním rodem této čeledi je buk (Fagus).
Čeleď bukovité byla v tradiční taxonomii členěna nejčastěji na 3 podčeledi: Fagoideae (rody Fagus a Nothofagus), Castaneoideae (Chrysolepis, Castanea, Castanopsis a Lithocarpus) a Quercoideae (Quercus a Trigonobalanus). Molekulární systematika s tímto členěním zamíchala a dnes jsou bukovité členěny na 2 podčeledi, přičemž rod pabuk (Nothofagus) je řazen do samostatné čeledi pabukovité (Nothofagaceae).
- Fagoideae (rody Fagus, Quercus a Trigonobalanus)
- Castaneoideae (rody Chrysolepis, Castanea, Castanopsis a Lithocarpus).[4]

Rod dub (Quercus) zahrnuje 2 podrody, někdy pojímané na úrovni rodů: Quercus a Cyclobalanopsis.

## Obsahové látky
V čeledi jsou zastoupeny především třísloviny, kyselina gallová a kyselina ellagová, katechin, kyselina šikimová, kyselina chinová a triterpeny.

## Rozšíření

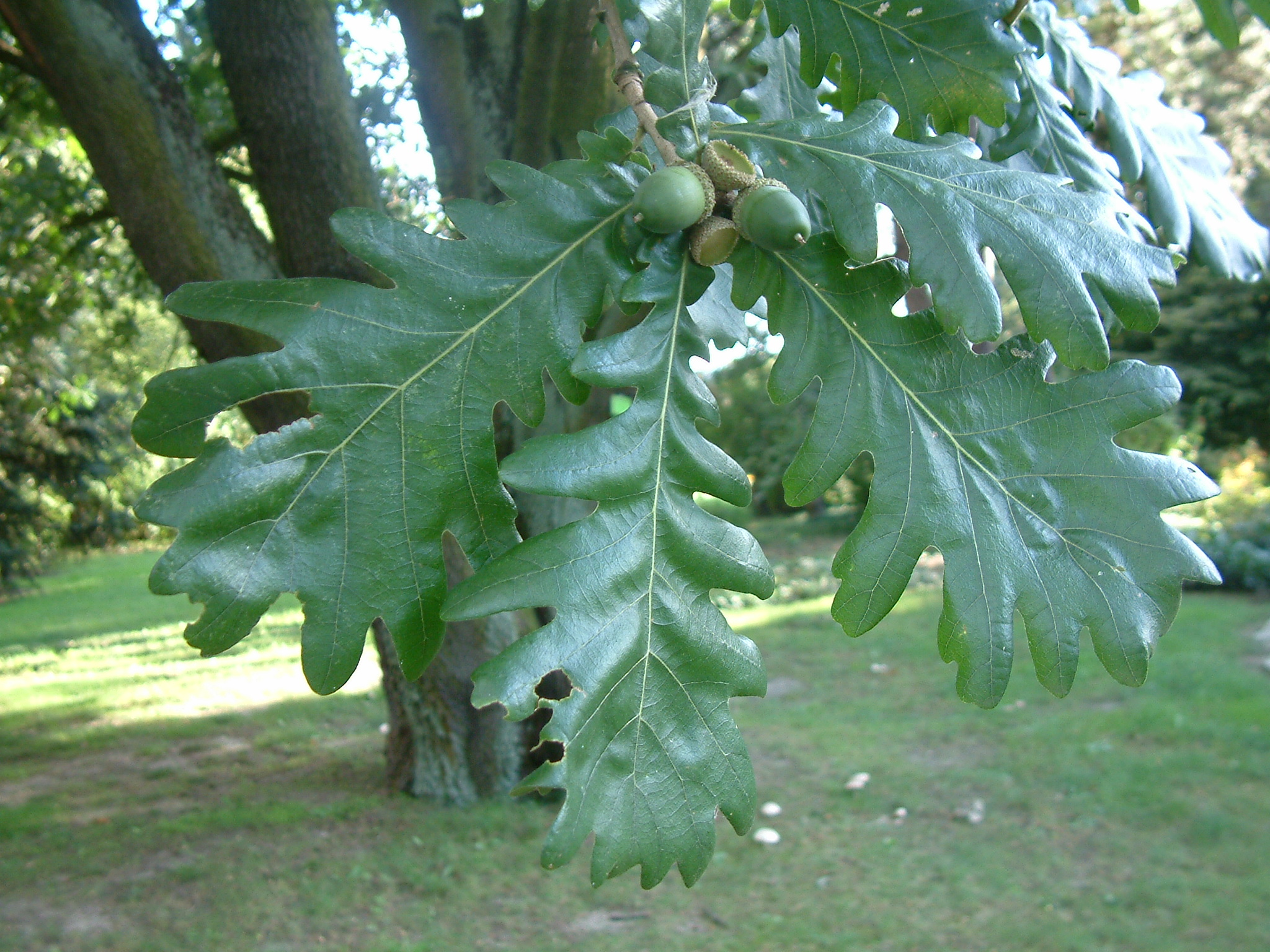
Dub balkánský (Quercus frainetto)

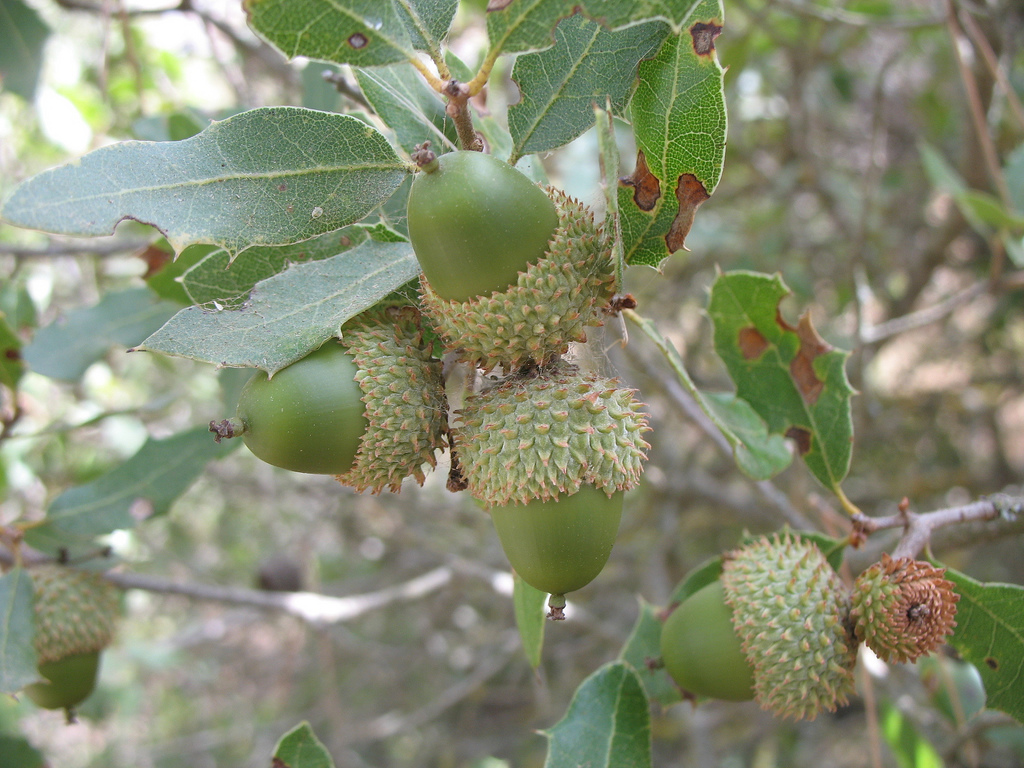
Dub kermesový (Quercus coccifera)

Bukovité se vyskytují v severním mírném pásu a v horských oblastech tropů, chybí na Novém Zélandu, většině území Austrálie a v subsaharské Africe.
Největší druhové bohatství je v Mexiku a v jižní Číně a přilehlé oblasti jihovýchodní Asie.
Největší areál rozšíření má dub (Quercus), který se vyskytuje v Eurasii, Severní Americe, severní Africe a jedním druhem je zastoupen i v Jižní Americe (Quercus humboldtii, místně dominující v horských lesích kolumbijských And). Kaštanovník (Castanea), buk (Fagus) a Notholithocarpus se vyskytují v Eurasii a Severní Americe. Rod kaštanovec (Castanopsis) je rozšířen pouze v Asii, Chrysolepis v USA. Rod Trigonobalanus je zastoupen 2 druhy v Asii a jedním v Kolumbii.

### Česká květena
V České republice roste jako původní dřeviny celkem 9 druhů. Buk lesní (Fagus sylvatica), dub zimní (Quercus petraea) a dub letní (Quercus robur) jsou běžnými dřevinami, tvořícími zásadní složku původních listnatých a smíšených lesů. Dub pýřitý (Q. pubescens) je teplomilný druh, rostoucí především na bazických podkladech v nejteplejších oblastech Čech a Moravy. Dub cer (Q. cerris) je domácí pouze na jižní Moravě. Dub žlutavý (Q. dalechampii) a dub mnohoplodý (Q. polycarpa) jsou velmi podobné dubu zimnímu a občas jsou vedeny jako jeho poddruhy. Byly zjištěny na jižní Moravě, dub mnohoplodý ještě u Roudnice n. Labem a Opočna. Na jižní Moravě se vyskytuje v pahorkatině a vzácně i v nížině dub jadranský (Q. virgiliana), mnohdy však chápaný jen jako poddruh dubu pýřitého (Q. pubescens). Z jediné, snad původní lokality na jižní Moravě je znám dub balkánský (Q. frainetto). Mimo těchto druhů je z našeho území známa celá řada kříženců, převážná většina z jižní Moravy.

### Evropská květena
V Evropě se vyskytují 3 rody a asi 30 druhů bukovitých, z nichž většinu tvoří středomořské duby.
Dub cesmínovitý (Q. ilex) byl obecně rozšířenou složkou původních středomořských lesů. Po jejich vykácení a nahrazení křovitou vegetací, nazývanou makchie, zde dominuje dub kermesový (Quercus coccifera).
Některé evropské druhy jsou endemické, např. Quercus sicula na Sicílii a Q. congesta v Itálii a přilehlých ostrovech (Sicílie a Sardinie).

## Zástupci
- buk (Fagus)
- dub (Quercus)
- kaštanovec (Castanopsis)
- kaštanovník (Castanea)
- litokarpus (Lithocarpus)[9]

## Význam

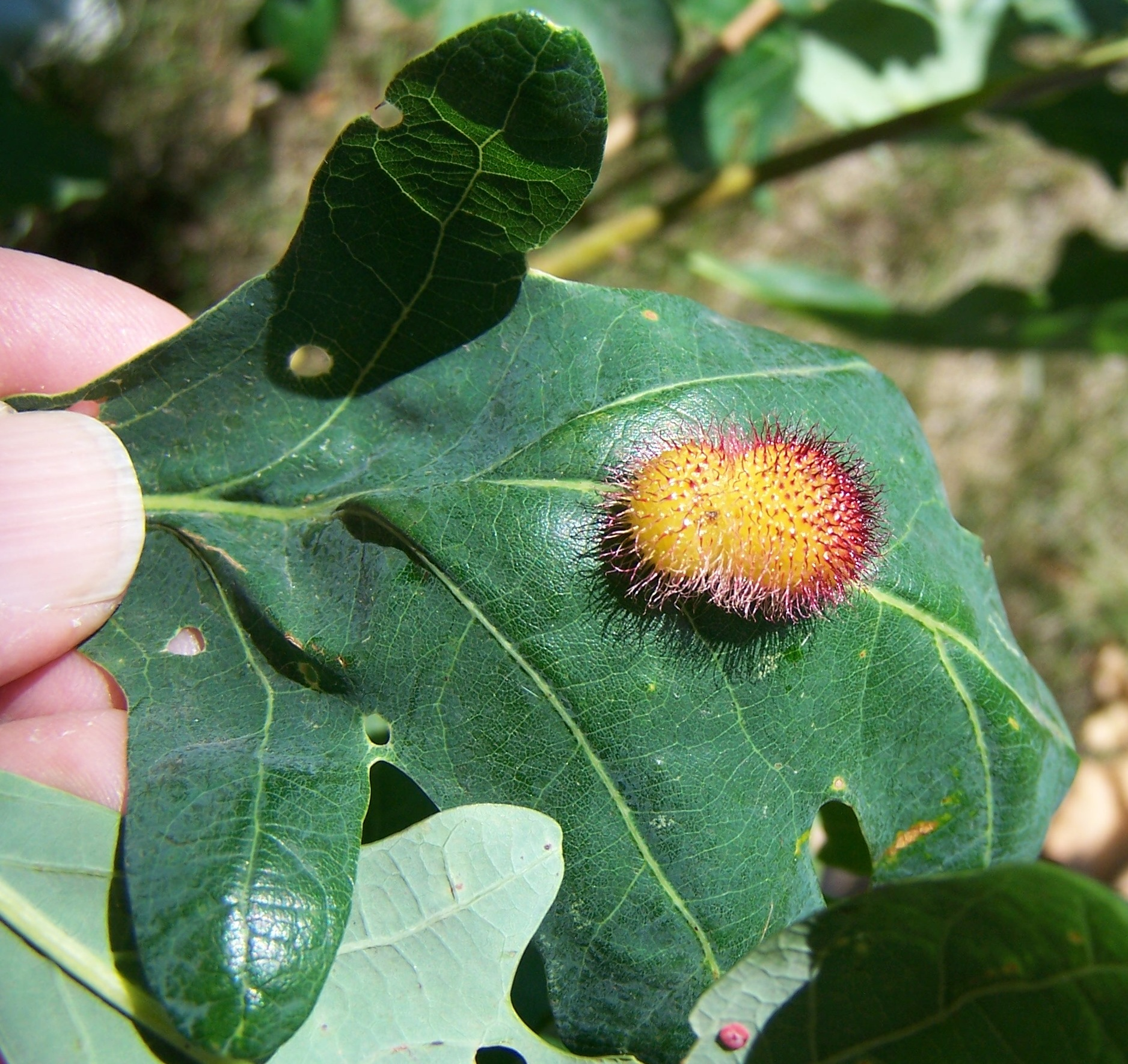
Hálka žlabatky na listu dubu bílého (Quercus alba)

Kaštanovník setý (Castanea sativa), pocházející ze Středomoří, poskytuje jedlé kaštany. Kaštany se pojídají pražené nebo se z nich vyrábí mouka. V Čechách je pěstován od 16. století. Mladá kůra kaštanovníku je tradičním zdrojem tříslovin, kterých obsahuje asi 12,5 %. Používají se při vydělávání kůží. Jedlá semena mají i jiné druhy, např. východoasijské Castanea henryi, Castanea crenata a Castanea molissima a severoamerický Castanea dentata. Podobné plody má i rod kaštanovec, v jihovýchodní Asii se sklízejí a někdy i pěstují druhy Castanopsis sumatrana, C. boisii, C. javanica a C. tribuloides, v Severní Americe C. chrysophylla.
Některé subtropické duby mají jedlé žaludy, které jsou pojídány pražené nebo rozemleté jako náhražka části mouky při pečení chleba. Jedlé plody má např. indický dub Quercus glauca, íránský Q. persica a severoamerické Q. emoryii a Q. obtusifolia. Jedlé jsou i žaludy středomořského dubu cesmínovitého (Quercus ilex).
Jedlé jsou i plody severoamerického rodu Chrysolepis, obtížně se však vyjímají z ostnitých číšek.
Mnohé druhy dubu jsou zdrojem tříslovin. Číšky dubu Quercus aegilops z Blízkého východu obsahují až 33 % tříslovin. Ještě vyšší obsah tříslovin mají hálky žlabatek, vyvíjející se na dubových listech. Mladé hálky žlabatky Cynips gallae tinctoriae, vyvíjející se na dubu Quercus vallonea, obsahují tříslovin až 70 %. Jsou prodávány pod názvem halepské nebo také turecké duběnky.
Z dubu korkového, až 20 m vysokého stromu původem v západním Středomoří, je získáván korek. Borka se sloupává přibližně v desetiletých intervalech. Dnes je pěstován i v jiných klimaticky příhodných oblastech. Méně kvalitní druhy korku poskytují i jiné duby, např. Q. occidentalis.
Mnohé druhy bukovitých jsou zdrojem kvalitního a hojně používaného dřeva. Obchodováno je dřevo buku lesního (Fagus sylvatica), různých druhů dubu, např. severoamerického dubu červeného (Quercus rubra) a dubu bílého (Q. alba), z našich domácích druhů pak především dub letní (Q. robur) a dub zimní (Q. petraea).
Ceněný je tzv. subfosilní dub, dřevo dubových kmenů a větví nalézaných v rašeliništích a ve vrstvách štěrkopísku. Vlivem reakce tříslovin ve dřevě s železitou vodou nabývá toto dřevo nahnědlých až modročerných odstínů a občas obsahuje úzké stříbřité pruhy.
Ze dřeva dubů a kaštanovníku je vyráběno kvalitní dřevěné uhlí.
Mnoho druhů bukovitých má využití jako okrasné dřeviny. Často jsou pěstovány různé kultivary buku lesního (např. červenolistý Fagus sylvatica 'Purpurea'), dubu letního a dubu zimního. Z cizokrajných dubů je nejčastěji pěstován severoamerický dub červený (Quercus rubra), dále dub balkánský (Q. frainetto), dub bahenní (Q. palustris), dub šarlatový (Q. coccinea) a mnohé jiné. Zajímavostí je dub celokrajný (Q. imbricaria) s podlouhlými nelaločnatými listy a dub libanonský (Q. libani) s listy kopinatými a jemně zubatými. V teplých oblastech České republiky je pěstován kaštanovník setý. Spíše vzácně jsou pěstovány také některé druhy severoamerických či asijských buků a kaštanovníků.

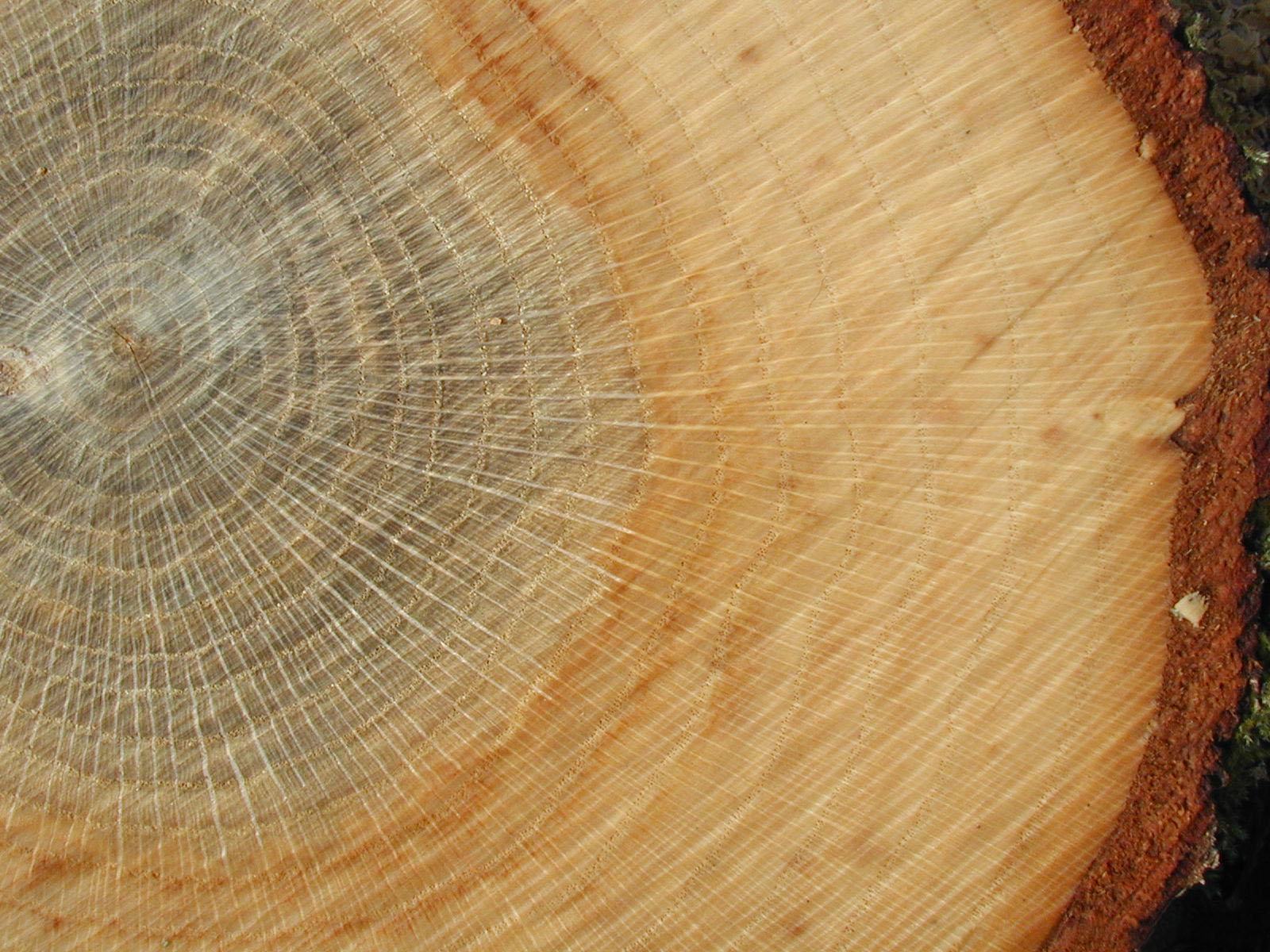
Dřevo dubu letního
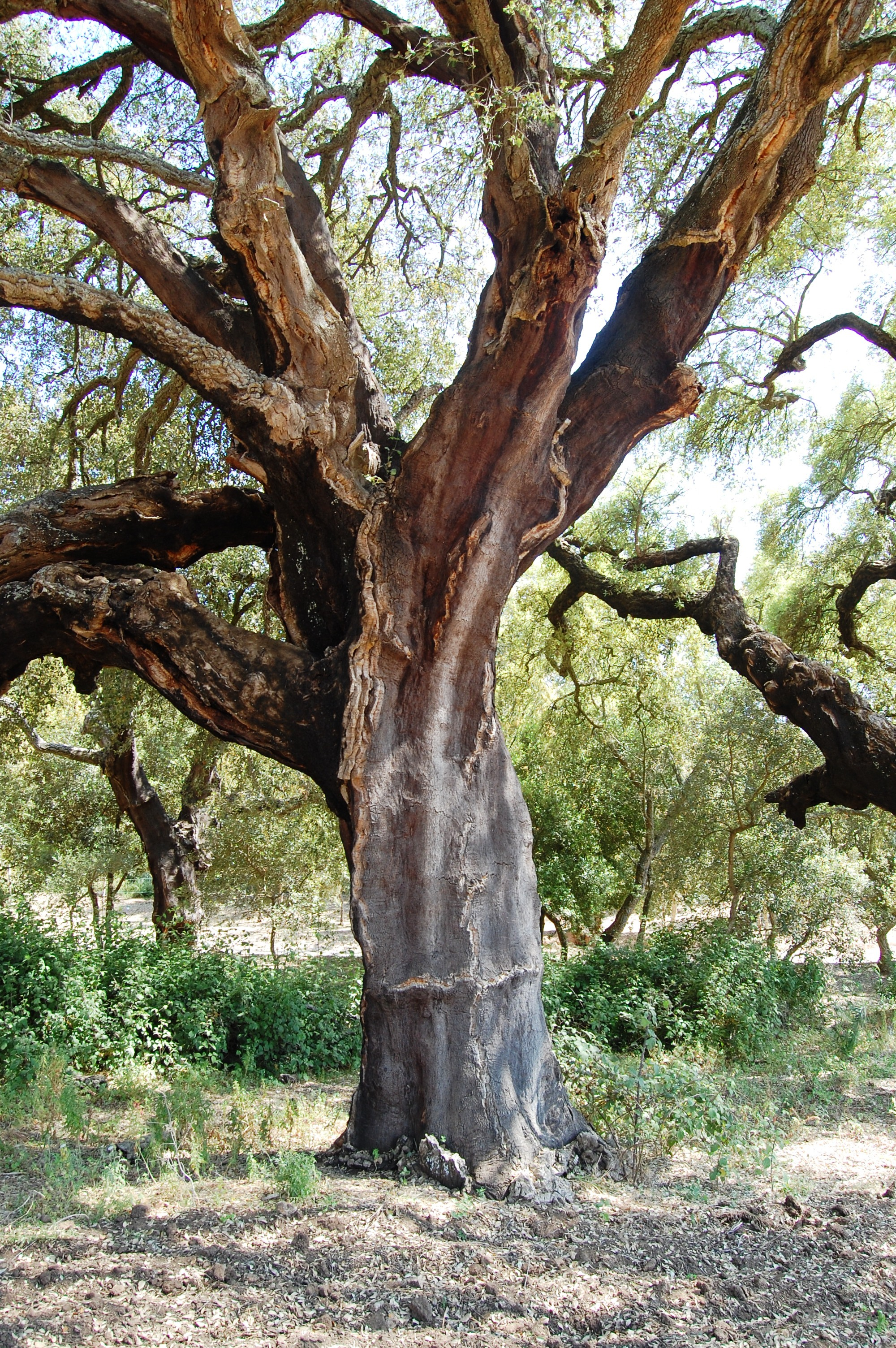
Dub korkový
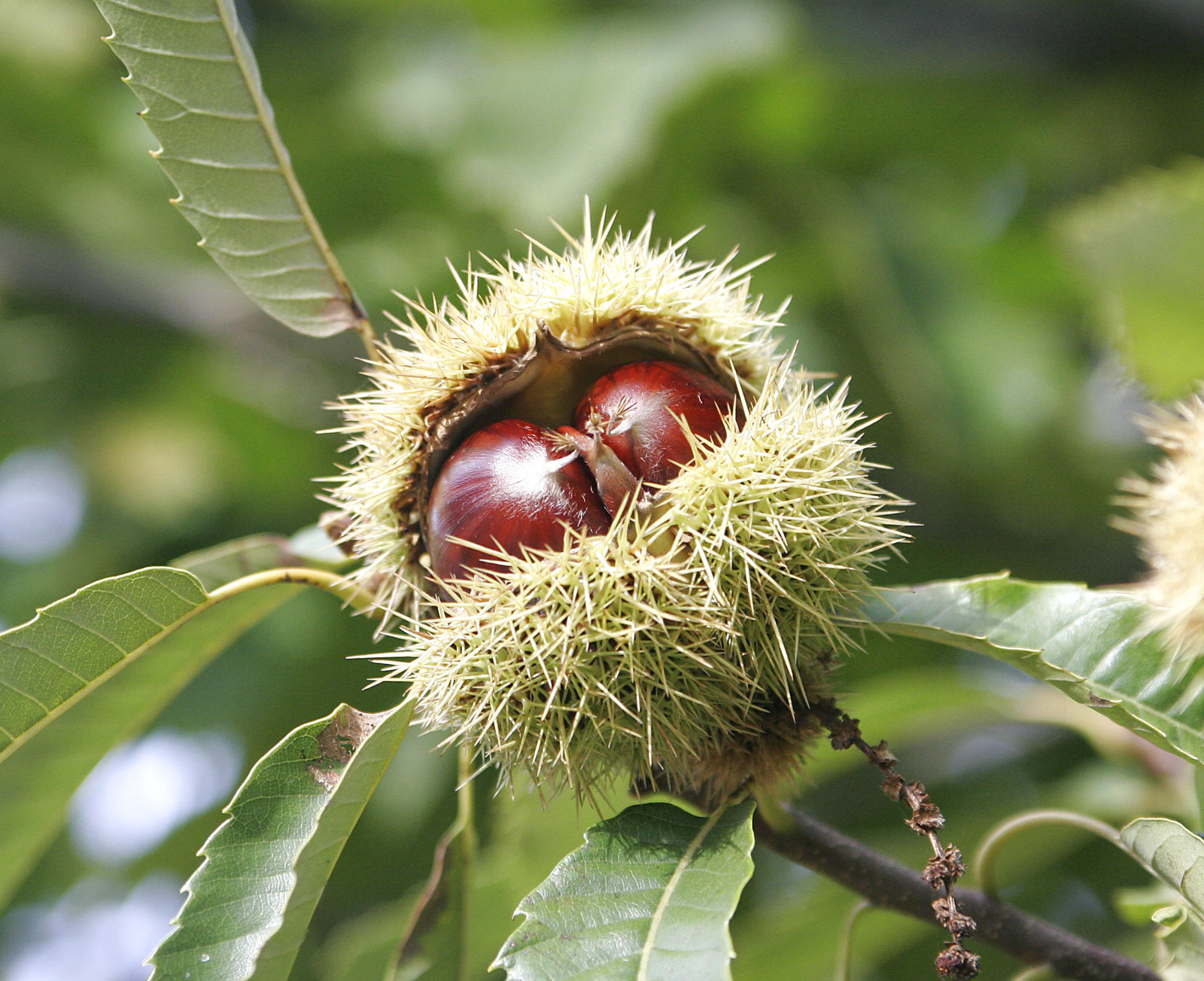
Plody kaštanovníku setého (Castanea sativa)
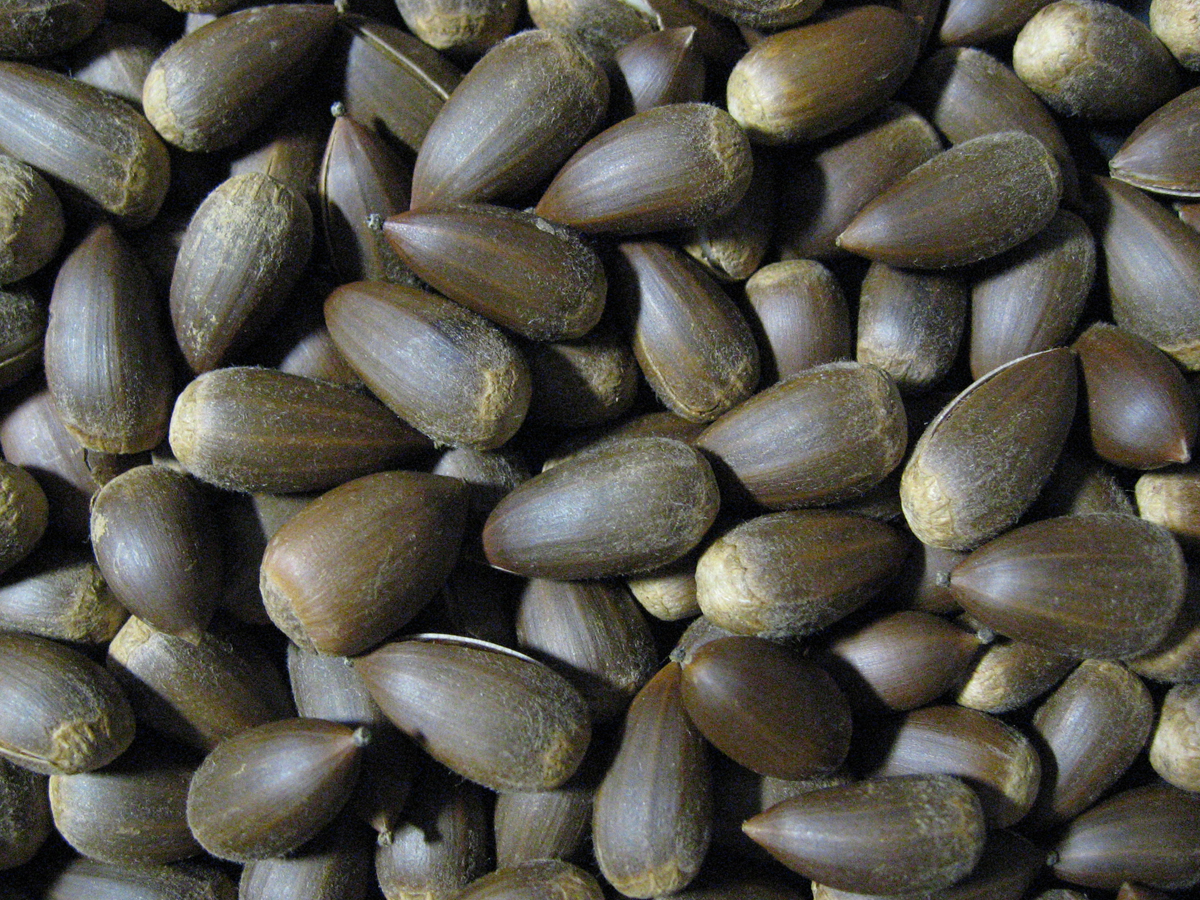
Semena Castanopsis sieboldii
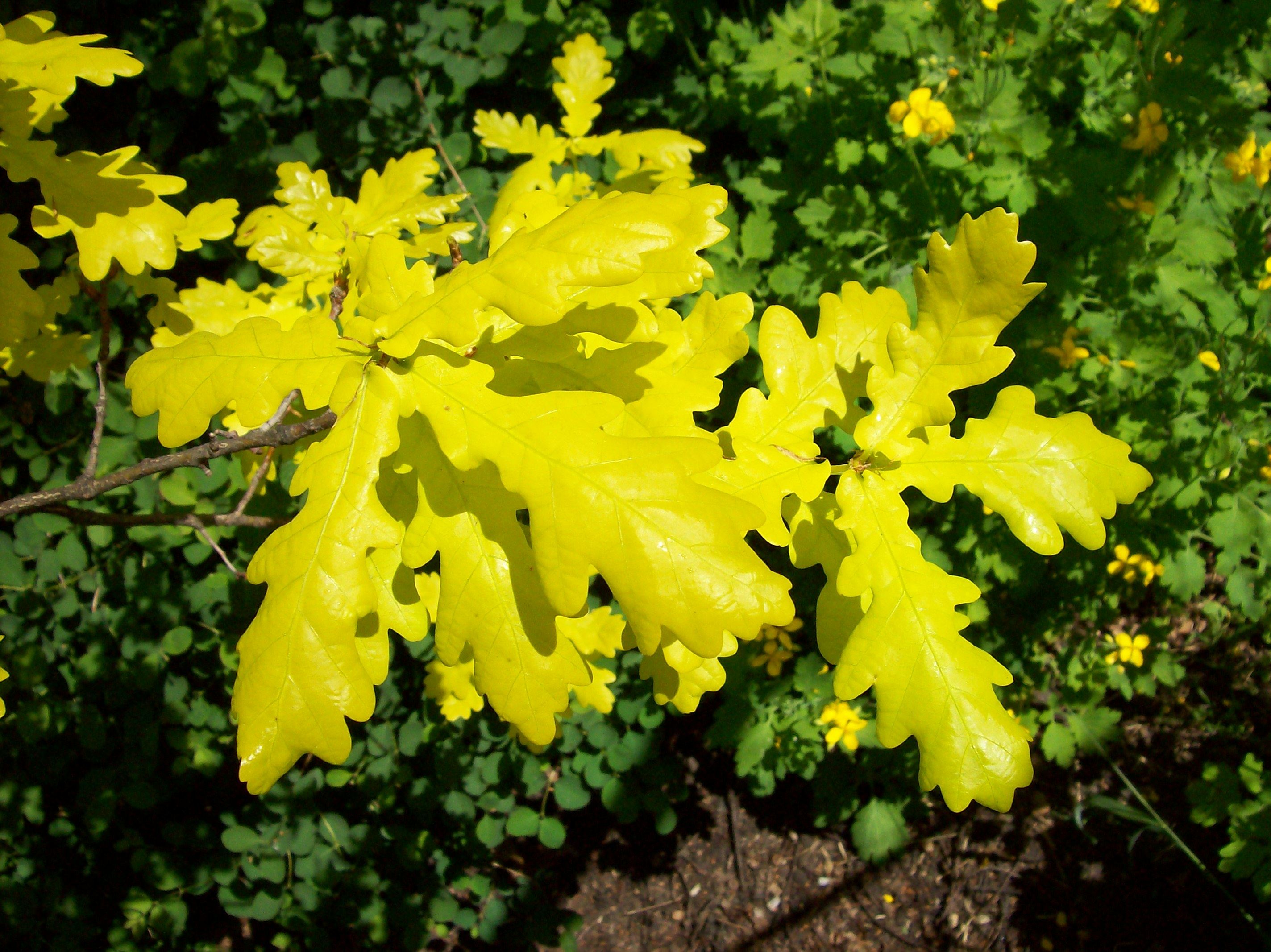
Dub letní (Quercus robur), kultivar 'Concordia'
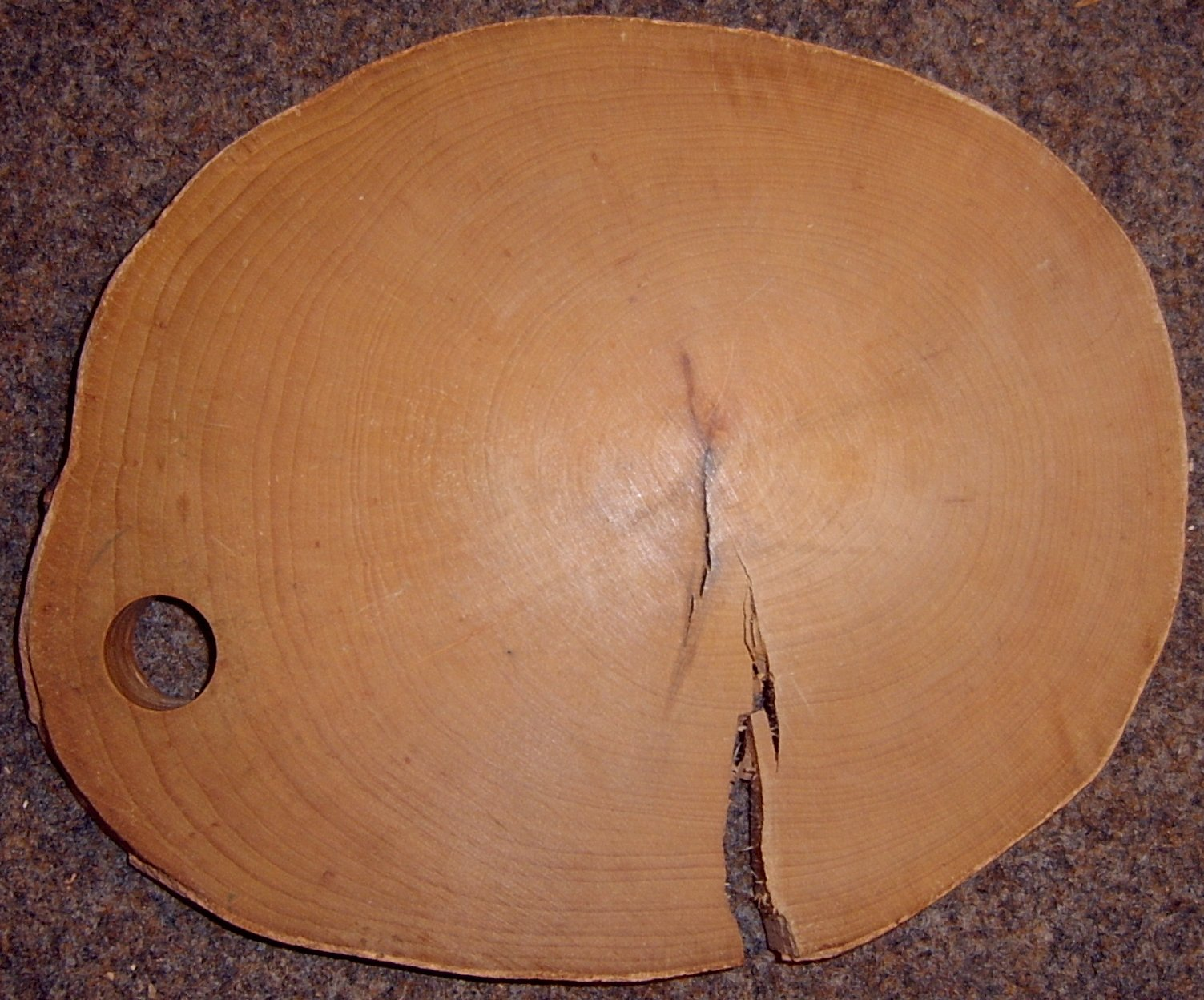
Dřevo buku lesního

## Seznam rodů
Castanea, Castanopsis, Chrysolepis, Fagus, Lithocarpus, Notholithocarpus, Quercus (včetně Cyclobalanopsis), Trigonobalanus